# Аманіє
Аманіє (перс. امانيه) — село в Ірані, у дегестані Хошкруд, у Центральному бахші, шахрестані Зарандіє остану Марказі. За даними перепису 2006 року, його населення становило 116 осіб, що проживали у складі 32 сімей.